# 梅森町
梅森町（うめもりちょう）は、愛知県日進市の地名。7の小字が設置されている。

## 地理
日進市の西部に位置し、東は香久山・岩崎町、西は梅森台・赤池町、南は浅田町、北は名古屋市名東区梅森坂に接する。

### 河川
- 天白川
- 郷東川
- 小川（高上川）

### 小字
町内に存在している字は以下の通りである。
- 上松（うえまつ）
- 株山（かぶやま）
- 北田面（きただめん）
- 新田（しんでん）
- 西後（にしうしろ）
- 西田面（にしだめん）
- 向江（むかえ）

## 歴史
愛知郡梅森村を前身とする。

### 町名の由来
梅森の地名の由来は諸説があり、伝承によると寿永3年（1184年）に造られた天神祠付近に梅林が多かったことにちなんで名づけられたとされている。また『尾張国地名考』（津田正生著）には「正字なり」とあり、梅の木が生えていたことによるとみられる。なお梅森の地名は他に、隣接する梅森台や名古屋市名東区梅森坂・梅森坂西、近隣に名古屋市名東区猪高町大字高針字梅森坂・天白町大字植田字梅森坂として存在している。

### 沿革
- 1889年（明治22年）10月1日 - 町村制施行・合併に伴い、愛知郡香久山村大字梅森となる[7]。
- 1906年（明治39年）5月10日 - 合併に伴い、日進村大字梅森となる[7]。
- 1958年（昭和33年）1月1日 - 町制施行に伴い、日進町大字梅森となる[7]。
- 1981年（昭和56年）1月31日 - 一部が梅森台一〜五丁目となる[8]。
- 1993年（平成5年）10月9日 - 一部が香久山となる[9]。
- 1994年（平成6年）10月1日 - 市制施行に伴い、日進市梅森町となる。

## 世帯数と人口
2019年（令和元年）7月1日現在の世帯数と人口は以下の通りである。
| 町丁   | 世帯数  | 人口    |
| ------ | ------- | ------- |
| 梅森町 | 890世帯 | 2,110人 |

### 人口の変遷
国勢調査による人口の推移
| 1995年（平成7年）  | 1,974人 | [ 10 ] |  |
| 2000年（平成12年） | 1,760人 | [ 11 ] |  |
| 2005年（平成17年） | 1,818人 | [ 12 ] |  |
| 2010年（平成22年） | 1,799人 | [ 13 ] |  |
| 2015年（平成27年） | 1,902人 | [ 14 ] |  |

## 学区
市立小・中学校に通う場合、学区は以下の通りとなる。また、公立高等学校全日制普通科に通う場合の学区は以下の通りとなる。
| 字・番地等 | 小学校             | 中学校               | 高等学校普通科       |
| ---------- | ------------------ | -------------------- | -------------------- |
| 向江の一部 | 日進市立赤池小学校 | 日進市立日進西中学校 | 尾張学区（調整区域） |
| その他     | 日進市立西小学校   | 日進市立日進西中学校 | 尾張学区（調整区域） |

## 交通
- 国道153号
- 愛知県道219号浅田名古屋線
- 愛知県道221号岩崎名古屋線

## 施設
- 日進市立日進西中学校
- ナゴヤハウジングセンター日進梅森会場
- 日進市立梅森保育園
- 平和堂日進香久山店
- ロイヤルホームセンター日進香久山
- ゲンキー梅森店
- 宝珠寺

## その他

### 日本郵便
- 郵便番号 : 470-0132[3]（集配局：日進郵便局[17]）。